# Menard, Texas
Menard là một thành phố thuộc quận Menard, tiểu bang Texas, Hoa Kỳ. Năm 2010, dân số của xã này là 1471 người.

## Dân số
- Dân số năm 2000: 1653 người.
- Dân số năm 2010: 1471 người.